# أوباتيا
أوباتيا (Opatija) هي مدينة في غرب كرواتيا، على المنتجع الساحلي في خليج كفارنر معروف بمناخه المتوسطي ومبانيه التاريخية التي تذكرنا بالريفيرا النمساوية.

## معرض صور

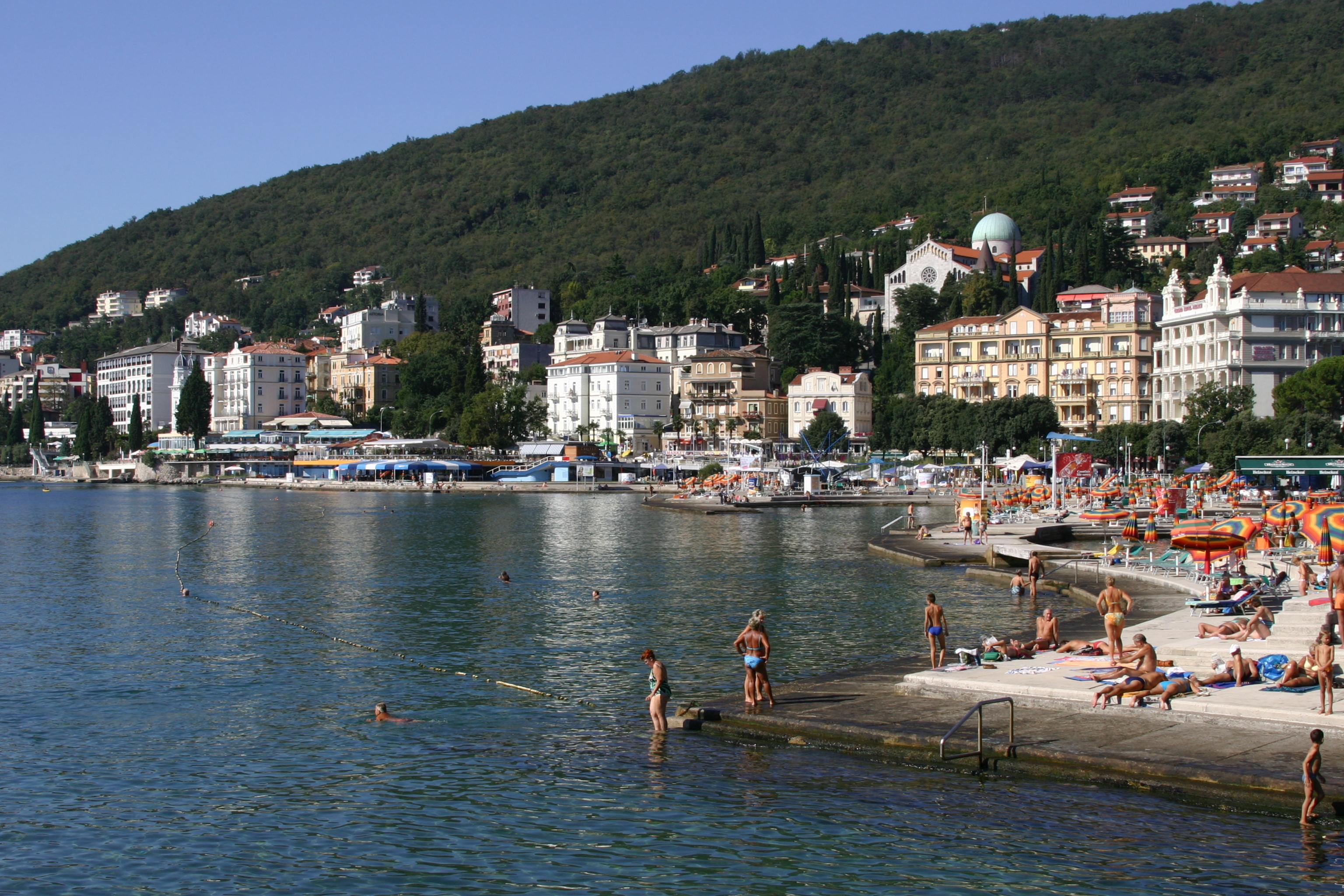
شاطئ البحر

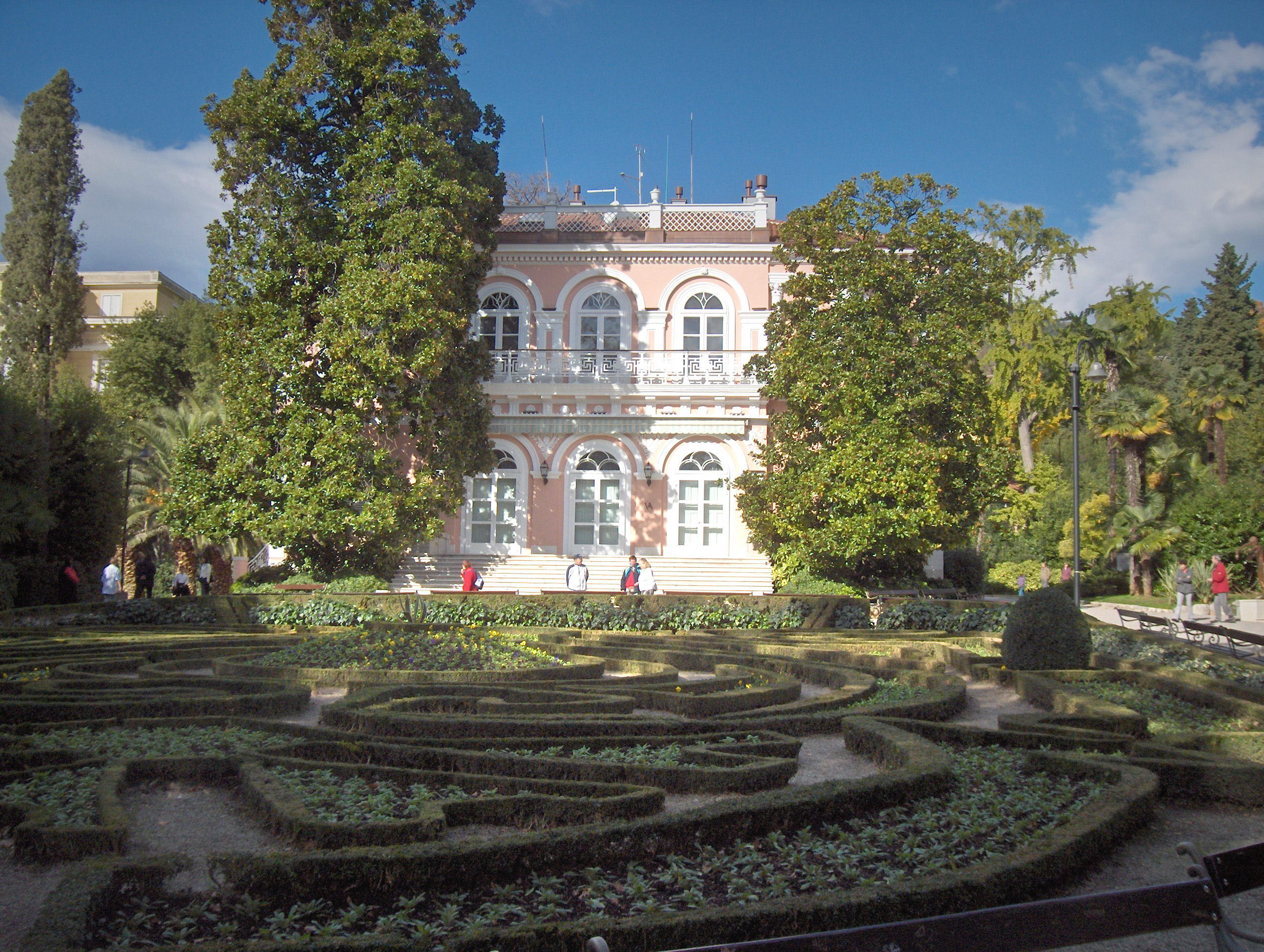
فيلا أنجيولينا

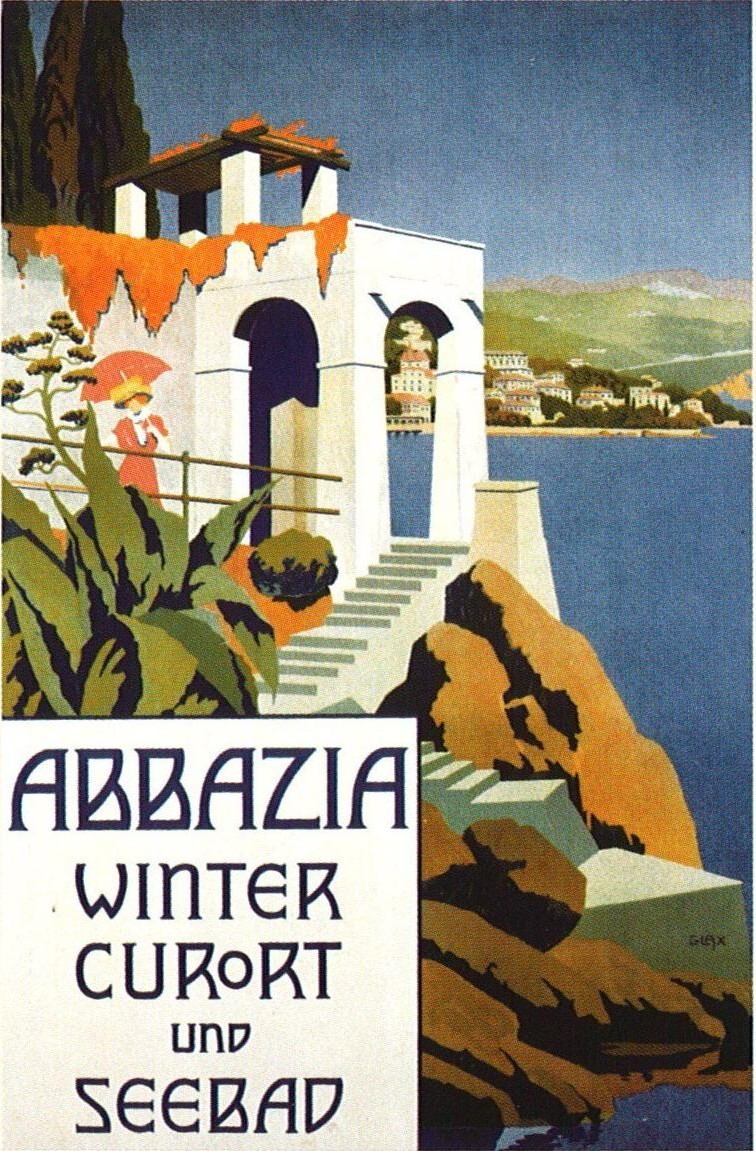
ملصق عام 1911

## روابط خارجية
- هذه المقالة تتضمن نصاً من منشور أصبح الآن في الملكية العامة: Chisholm, Hugh, ed. (1911). "Opatija". Encyclopædia Britannica (بالإنجليزية) (11th ed.). Cambridge University Press.
- الموقع الرسمي
- Opatija LIVE WebCams
- محطة الطقس Opatija - أحوال الطقس الحالية في Opatija